# Silheti
|  | No s'ha de confondre amb sileti. |

Silheti fou un estat tributari protegit del tipus zamindari al tahsil de Drug, al districte de Raipur de les Províncies Centrals a 140 km al nord-oest de Raipur. Estava format per 28 pobles que abans havien estat part del principat de Gandai amb una superfície de 215 km². i una població el 1881 de 4.475 habitants. El sobirà era un gond. La capital era Silheti a 21° 47′ N, 81° 09′ E / 21.783°N,81.150°E.